# ظعينة (اسم)
ظعينة هو اسم علم مؤنث من أصل عربي، ومعناه هو التي تعطي الأوامر، ويسمون به بناتهم لتكون الآمرة الناهية في منزلها تحببًا بها.

## وصلات خارجية
- موسوعة السلطان قابوس لأسماء العرب نسخة محفوظة 5 أبريل 2019 على موقع واي باك مشين.